# Arcidiocesi di Barranquilla
L'arcidiocesi di Barranquilla (in latino: Archidioecesis Barranquillensis) è una sede metropolitana della Chiesa cattolica in Colombia. Nel 2022 contava 2.350.000 battezzati su 2.949.000 abitanti. È retta dall'arcivescovo Pablo Emiro Salas Anteliz.

## Territorio
L'arcidiocesi comprende per intero il dipartimento colombiano dell'Atlántico, costituito da 23 comuni: Baranoa, Barranquilla, Campo de la Cruz, Candelaria, Galapa, Juan de Acosta, Luruaco, Malambo, Manatí, Palmar de Varela, Piojó, Polonuevo, Ponedera, Puerto Colombia, Repelón, Sabanagrande, Sabanalarga, Santa Lucía, Santo Tomas, Soledad, Suan, Tubará, Usiacurí.
Sede arcivescovile è la città di Barranquilla, dove si trova la cattedrale di Maria Regina e l'ex cattedrale di San Nicola da Tolentino.
Il territorio si estende su una superficie di 3.386 km² ed è suddiviso in 159 parrocchie, raggruppate in 9 vicariati, a loro volta suddivisi in decanati per un totale di 29.

### Provincia ecclesiastica
La provincia ecclesiastica di Barranquilla, istituita nel 1969, comprende le seguenti suffraganee:
- diocesi di El Banco,
- diocesi di Riohacha,
- diocesi di Santa Marta,
- diocesi di Valledupar.

## Storia
La diocesi di Barranquilla fu eretta il 7 luglio 1932 con la bolla Maxime quidem di papa Pio XI, ricavandone il territorio dall'arcidiocesi di Cartagena, di cui era originariamente suffraganea. Primitiva cattedrale della diocesi fu la chiesa di San Nicola da Tolentino.
Il 5 dicembre 1949, con la lettera apostolica Quemadmodum plantariis, papa Pio XII proclamò San Giuseppe patrono principale della diocesi.
Il 25 aprile 1969 è stata elevata al rango di arcidiocesi metropolitana con la bolla Recta rerum di papa Paolo VI.
Nel luglio del 1986 l'arcidiocesi ha ricevuto la visita pastorale di papa Giovanni Paolo II.

## Cronotassi dei vescovi
Si omettono i periodi di sede vacante non superiori ai 2 anni o non storicamente accertati.
- Luis Calixto Leiva Charry † (21 novembre 1933 - 16 maggio 1939 deceduto)
  - Sede vacante (1939-1942)
- Julio Caicedo Téllez, S.D.B. † (23 giugno 1942 - 23 febbraio 1948 nominato vescovo di Cali)
- Jesús Antonio Castro Becerra † (19 agosto 1948 - 18 dicembre 1952 nominato vescovo di Palmira)
- Francisco Gallego Pérez † (3 febbraio 1953 - 18 dicembre 1958 nominato vescovo di Cali)
- Germán Villa Gaviria, C.I.M. † (3 febbraio 1959 - 11 maggio 1987 ritirato)
- Félix María Torres Parra † (11 maggio 1987 - 18 marzo 1999 ritirato)
- Rubén Salazar Gómez (18 marzo 1999 - 8 luglio 2010 nominato arcivescovo di Bogotà)
- Jairo Jaramillo Monsalve (13 novembre 2010 - 14 novembre 2017 ritirato)
- Pablo Emiro Salas Anteliz, dal 14 novembre 2017

## Statistiche
L'arcidiocesi nel 2022 su una popolazione di 2.949.000 persone contava 2.350.000 battezzati, corrispondenti al 79,7% del totale.
| anno | popolazione | popolazione | popolazione | presbiteri | presbiteri | presbiteri | presbiteri                | diaconi | religiosi | religiosi | parrocchie |
| anno | battezzati  | totale      | %           | numero     | secolari   | regolari   | battezzati per presbitero | diaconi | uomini    | donne     | parrocchie |
| ---- | ----------- | ----------- | ----------- | ---------- | ---------- | ---------- | ------------------------- | ------- | --------- | --------- | ---------- |
| 1950 | 320.000     | 330.500     | 96,8        | 66         | 21         | 45         | 4.848                     |         | 94        | 268       | 22         |
| 1959 | 550.000     | 587.960     | 93,5        | 78         | 33         | 45         | 7.051                     |         | 98        | 295       | 30         |
| 1965 | 607.429     | 723.609     | 83,9        | 108        | 57         | 51         | 5.624                     |         | 126       | 479       | 45         |
| 1970 | 800.000     | 868.000     | 92,2        | 111        | 53         | 58         | 7.207                     |         | 113       | 550       | 53         |
| 1976 | 1.050.000   | 1.100.000   | 95,5        | 115        | 52         | 63         | 9.130                     |         | 120       | 560       | 59         |
| 1980 | 1.130.000   | 1.215.000   | 93,0        | 107        | 53         | 54         | 10.560                    |         | 96        | 522       | 59         |
| 1990 | 1.453.000   | 1.713.000   | 84,8        | 123        | 70         | 53         | 11.813                    |         | 83        | 552       | 66         |
| 1999 | 1.402.535   | 2.081.038   | 67,4        | 141        | 103        | 38         | 9.947                     |         | 50        | 474       | 70         |
| 2000 | 1.800.000   | 2.250.000   | 80,0        | 157        | 109        | 48         | 11.464                    |         | 61        | 474       | 80         |
| 2001 | 1.930.000   | 2.380.000   | 81,1        | 173        | 125        | 48         | 11.156                    |         | 59        | 456       | 110        |
| 2002 | 2.050.000   | 2.420.000   | 84,7        | 178        | 119        | 59         | 11.516                    |         | 80        | 346       | 112        |
| 2003 | 2.000.000   | 2.460.000   | 81,3        | 180        | 121        | 59         | 11.111                    |         | 83        | 323       | 113        |
| 2004 | 1.985.000   | 2.452.000   | 81,0        | 173        | 114        | 59         | 11.473                    |         | 80        | 326       | 117        |
| 2006 | 2.051.000   | 2.533.000   | 81,0        | 165        | 117        | 48         | 12.430                    |         | 68        | 444       | 120        |
| 2012 | 2.243.000   | 2.766.000   | 81,1        | 153        | 113        | 40         | 14.660                    |         | 74        | 321       | 143        |
| 2015 | 2.173.455   | 3.104.935   | 70,0        | 180        | 140        | 40         | 12.074                    |         | 74        | 309       | 148        |
| 2018 | 2.246.800   | 3.209.400   | 70,0        | 204        | 143        | 61         | 11.013                    |         | 103       | 344       | 159        |
| 2020 | 1.575.645   | 2.545.924   | 61,9        | 202        | 145        | 57         | 7.800                     |         | 75        | 313       | 159        |
| 2022 | 2.350.000   | 2.949.000   | 79,7        | 221        | 158        | 63         | 10.633                    |         | 79        | 224       | 159        |